# Île Gece
L'île Gece est un îlot de Nouvelle-Calédonie dans les Pléiades du Sud, une des îles Loyauté.